# Chiesa di San Matteo in Arcetri
La chiesa di San Matteo in Arcetri è un luogo di culto cattolico che si trova nell'omonima via nel quartiere collinare di Arcetri a Firenze.

## Storia e descrizione
Il toponimo Arcetri pare derivi da Arce Veteri, o roccaforte antica. Sull'amena collina, di dominio degli Amidei, gli eremitani di sant'Agostino fondarono nel 1240 un ospizio, che dal 1269 divenne monastero femminile dell'ordine. Alle agostiniane succedettero le clarisse, poi trasferite nel convento di San Francesco di Paola, e dal 1897 i carmelitani scalzi provenienti da San Paolino.
Nel convento vissero le figlie di Galileo Galilei (avute da Marina Gamba) Livia, poi suor Arcangela, e Virginia, che prese il nome di suor Maria Celeste e da qui scrisse numerose lettere all'amato padre che trascorse i suoi ultimi anni nella vicina villa Il Gioiello.
Il convento originale fu tolto ai religiosi durante le soppressioni francesi, con conferma da parte del governo italiano sotto Urbano Rattazzi. L'antico convento fu acquistato dalla famiglia nobiliare Gondi e trasformato in villa; l'attuale convento altro non è che le stalle di quello antico, con l'eccezione di una sala da lavoro delle monache sorretta da sottili pilastri in pietra. I carmelitani ospitavano nella loro comunità fino al Concilio Vaticano II lo studio teologico (un seminario per i frati) della provincia etrusca ed una casa di orazione.